# Li Jianrou
Dans ce nom chinois, le nom de famille, Li, précède le nom personnel.
Li Jianrou (李坚柔), née le 15 août 1986 dans la province du Jilin, est une patineuse de vitesse sur piste courte chinoise. Elle est notamment championne olympique sur 500 mètres aux Jeux olympiques d'hiver de 2014.

## Palmarès

### Jeux olympiques
| Épreuve / Édition | Sotchi 2014 |
| 500 m             | Or          |

### Championnats du monde
| Épreuve / Édition | Sheffield 2011 | Shanghai 2012 |
| 500 m             | 4e             | 10e           |
| 1000 m            | -              | Argent        |
| 1500 m            | 5e             | Or            |
| Relais 3000 m     | Or             | Or            |
| Général           | 7e             | Or            |